# The Acoustic Sessions: Volume One
The Acoustic Sessions: Volume One é o sétimo álbum de estúdio da banda Casting Crowns, lançado em 22 de janeiro de 2013.
Neste álbum, a banda faz uma releitura de oito sucessos de sua carreira, além de apresentar duas canções inéditas.

## Faixas
1. "If We Are the Body" — 3:45
2. "East To West" — 4:15
3. "American Dream" — 4:33
4. "Who Am I" — 4:35
5. "Here I Go Again" – 4:42
6. "Delivered" — 4:01
7. "Somewhere In the Middle" — 4:16
8. "Set Me Free" — 5:36
9. "Only You" — 5:16
10. "Praise You In This Storm" — 5:23